# Martyne Perrot
Martyne Perrot, née en 1946 à Chelles, est une sociologue française, membre du CNRS et du Centre Edgar-Morin. 

## Parcours
Née en 1946, elle effectue des études d’ethnologie et de sociologie à Paris. 
Elle intègre ensuite le Centre d’Ethnologie Social en 1972 où elle participe à des recherches sur l’enfance et l’environnement. Elle devient membre du CNRS, et du Centre Edgar-Morin. Après la publication en 1983 d'une  étude sur les mariages franco-mauriciens, elle consacre plusieurs ouvrages à l'évolution des modes de consommation et à une sociologie des habitudes de consommation,,,. Elle s'intéresse aussi à l'évolution des traditions autour des fêtes religieuses comme Noël,.

## Autre
En 2007, elle appelle à voter pour Ségolène Royal, dans un texte publié dans Le Nouvel Observateur.

## Œuvres
- Les Mariées de l'Ile Maurice, Paris, Grasset, 1983.
- Ethnologie de Noël, une fête paradoxale, Paris, Grasset, 2000.
- Sous les images, Noël, Le Seuil, 2002.
- Idées reçues Noël, Le Cavalier Bleu, 2002.
- Faire ses courses, Stock, 2009.
- Faut-il croire au Père Noël ?, Le Cavalier Bleu, 2010.
- Le cadeau de Noël : Histoire d'une invention, Autrement, 2013.